# آلبرشت یوزف
آلبرشت یوزف (انگلیسی: Albrecht Joseph؛ ۲۰ نوامبر ۱۹۰۱ – ۲۸ آوریل ۱۹۹۱) نویسنده و تدوین‌گر اهل آلمان بود.
از فیلم‌هایی که وی در آن‌ها نقش داشته‌است، می‌توان به مجنون هیتلر و یک رسوایی در پاریس اشاره نمود.